# Сухое (Ленинградская область)
Сухо́е — деревня в Кировском районе Ленинградской области. Административный центр Суховского сельского поселения.

## История
Впервые упоминается в Писцовой книге Водской пятины 1500 года как деревня Сухое на мху близ деревни Вирола в Пречистенском Городенском погосте Ладожского уезда.
На карте Санкт-Петербургской губернии Ф. Ф. Шуберта 1834 года упоминается деревня Сухая, состоящая из 21 крестьянского двора.

СУХОЕ — деревня принадлежит полковнику Майкову, число жителей по ревизии: 74 м. п., 78 ж. п. (1838 год)

Согласно карте профессора С. С. Куторги 1852 года деревня называлась Сухая.

СУХОЕ — деревня генерал-майора Майкова, по почтовому тракту, число дворов — 19, число душ — 62 м. п. (1856 год)

СУХОЕ — деревня владельческая при колодцах, число дворов — 19, число жителей: 67 м. п., 64 ж. п.; Мельница. (1862 год)

В 1872 году временнообязанные крестьяне деревни выкупили свои земельные наделы у М. П. Майкова и стали собственниками земли.
В конце XIX века деревня административно относилась к Гавсарской волости 1-го стана Новоладожского уезда Санкт-Петербургской губернии, в начале XX века — 4-го стана.
По данным «Памятной книжки Санкт-Петербургской губернии» за 1905 год деревня относилась к Лемосарскому сельскому обществу.
С 1917 по 1923 год деревня Сухое входила в состав Лемасарского сельсовета Гавсарской волости Новоладожского уезда.
С 1923 года в составе Шумской волости Волховского уезда.
С 1924 года в составе Выставского сельсовета.
Согласно данным переписи населения СССР 1926 года в деревне Сухое проживали 119 человек — все русские.
С 1927 года в составе Мгинского района.
В 1928 году население деревни Сухое составляло 128 человек.
По данным 1933 года деревня Сухое входила в состав Выставского сельсовета Мгинского района.

План деревни Сухое. 1941 год

Согласно топографической карте РККА 1941 года деревня насчитывала 19 дворов.
В 1958 году население деревни Сухое составляло 44 человека.
С 1960 года в составе Волховского района.
По данным 1966 и 1973 годов деревня Сухое также находилась в подчинении Выставского сельсовета Волховского района.
В середине 1970-х годов деревня стала центром Суховского сельсовета Волховского района.
С апреля 1977 года — в составе Кировского района.
По данным 1990 года деревня Сухое являлась административным центром Суховского сельсовета Кировского района, в который входили 18 населённых пунктов: деревни Бор, Верола, Выстав, Гавсарь, Гулково, Кобона, Колосарь, Лаврово, Леднево, Лёмасарь, Митола, Мостовая, Низово, Остров, Ручьи, Сандела, Сухое, Чёрное общей численностью населения 1118 человек. В самой деревне Сухое проживали 269 человек.
В 1997 году в деревне Сухое Суховской волости проживали 353 человека, в 2002 году — 318 человек (русские — 96 %).
В 2007 году в деревне Сухое Суховского СП — 289 человек.

## География
Деревня расположена в северо-восточной части района на автодороге 41К-119 (Дусьево — Остров), в месте примыкания к ней автодороги 41К-123 (Лаврово — Кобона — Сухое).
Расстояние до районного центра — 61 км.
Расстояние до ближайшей железнодорожной станции Войбокало — 19 км.
К северу от деревни протекает река Кобона, к востоку — Ванин ручей.

## Демография
| 1862 | 2007 | 2010 | 2017 |
| ---- | ---- | ---- | ---- |
| 131  | ↗289 | ↗433 | ↘325 |